# Meriola nague
Espèce
Meriola nague est une espèce d'araignées aranéomorphes de la famille des Trachelidae.

## Distribution
Cette espèce est endémique du Chili. Elle se rencontre dans les régions de Coquimbo, de Valparaíso, de Santiago, du Maule et d'Araucanie.

## Description
Le mâle holotype mesure 2,90 mm et la femelle 4,66 mm.

## Étymologie
Son nom d'espèce lui a été donné en référence au lieu de sa découverte, Nague.

## Publication originale
- Platnick & Ewing, 1995 : « A revision of the tracheline spiders (Araneae, Corinnidae) of southern South America. » American Museum Novitates, no 3128, p. 1-41 (texte intégral).